# Frane Matošić
Frane Matošić (Split, 25. studenoga 1918. – Split, 29. listopada 2007.), bio je hrvatski nogometaš i nogometni trener. Stariji mu brat Jozo, također je velikan Hajdukove i hrvatske nogometne povijesti.

## Igračka karijera
Za splitskog Hajduka je odigrao 739 susreta, u kojima je postigao 729 pogodaka postavivši time nenadmašiv rekord kluba u broju nastupa i broju postignutih pogodaka.
Za "bile" je igrao u 16 sezona, a prvi put je zaigrao za klub 12. svibnja 1935. godine protiv sarajevske Slavije (10:1) s manje od 17 godina, te nastup obilježio s tri pogotka.
Za vrijeme služenja vojnog roka sezone 1938./39. igrao je za beogradski BSK, a sezone 1942./43. za talijansku Bolognu je odigrao jednu sezonu, prekinutu kapitulacijom Italije u Drugom svjetskom ratu, te bio najbolji strijelac lige. Vratio se već naredne godine kad je čuo kako se Hajduk prebacio na Vis. Sve ostalo vrijeme bio je standardni prvotimac Majstora s mora za koje je nastupao u 40 zemalja, na svih 5 kontinenata.
Na terenu poznat kao veliki Hajdukov kapetan, igrač kojem nitko nije proturiječio i koga su svi morali slušati, u privatnom je životu bio skroman obiteljski čovjek. Koliko je bio karakteran, ali i cijenjen potvrđuje priča po kojoj je dva puta odbio prijedlog maršala Tita da se Hajduk prebaci u Beograd i preimenuje u Partizan. Tito ga je respektirao i poslušao. Štoviše, kasnije je naredio da se Matošić vrati u Komunističku partiju nakon što je iz nje bio izbačen zbog navodnih nereda na utakmici s Crvenom zvezdom (udario beka Branka Stankovića).
Matošić je bio također izuzetno prgav i ponosan. U razdoblju kad je Hajduk dominirao prvom ligom, u prvoj polovici 1950-ih godina dva su puta bili onemogućeni u osvajanju naslova. Zato je Matošić izazvao skandal u NSJ-u kad je upao na sjednicu i pitao: "Imate li ovdje barem gram poštenja?". Mnogo godina potom sjedio je u predsjedničkoj loži Poljuda na utakmici s Italijom (1:1) zajedno s pokojnim predsjednikom dr. Franjom Tuđmanom te mu se suprotstavio ustvrdivši kako je "njegova" Croatija nedodirljiva i privilegirana na jednoj strani lige, a svi ostali su potisnuti na drugu. Nešto prije igračkoga umirovljenja 1956. godine dobio je nagradu za 1000. utakmicu odigranu u bijelom dresu.
Od kluba se oprostio 1956. godine u utakmici protiv Spartaka iz Subotice u Splitu (4:1).
Statistika u Hajduku
| Natjecanje        | Nastupi | Zgoditci |
| ----------------- | ------- | -------- |
| Prvenstvo         | 270     | 179      |
| Kup               | 28      | 20       |
| Superkup          | 0       | 0        |
| Međunarodne       | 2       | 1        |
| Splitski podsavez | 9       | 12       |
| Ukupno            | 309     | 212      |
| Prijateljske      | 430     | 517      |
| Sveukupno         | 739     | 729      |

### Reprezentativna karijera
Zbog svojih beskompromisnih stavova rijetko je nastupao za jugoslavensku izabranu vrstu, za koju je nastupio 16 puta, postigavši 6 pogodaka. Debitirao je pogotkom 8. svibnja 1938. godine protiv Rumunjske (1:0) u Kupu Male Antante, a posljednji je nastup imao 9. svibnja 1953. godine s Grčkom (1:0) u Beogradu, i opet svoj nastup obilježio pogotkom u 20. minuti.

## Trenerska karijera
Nakon što je prestao aktivno igrati, nastavio je sudjelovati u nogometu kao trener, i to uspješno. Bio je Hajdukovim trenerom (nedugo nakon što je njegov stariji brat Jozo vodio klub) od siječnja 1957. do lipnja 1958. godine. Kratko je vrijeme bio tehnički direktor, te čak i predsjednik kluba.  Od 1961. do 1962. godine bio je izbornikom tuniške izabrane vrste.
Umro je u rodnom gradu, 29. listopada 2007. godine kao jedan od posljednjih igrača generacije s početka 1950-ih. U njegovu je čast Hajduk započeo utakmicu minutom šutnje, te ju odigrao s crnim trakama oko ruku igrača.

## Postignuća i priznanja
Četiri je puta s Hajdukom osvajao titulu državna prvaka: 1941. (prvenstvo Hrv. nogometnog saveza), 1950., 1952. i 1955. godine. Osvajač je srebrnog odličja na OI 1948. godine u Londonu, te dobitnik nagrada za životno djelo grada Splita, odnosno, Hrvatskog olimpijskog odbora. Odlikovan je i Ordenom bratstva i jedinstva. Također nositeljem je najviših Hajdukovih priznanja, Zlatne značke s briljantinom i Zlatne kapetanske trake. Uvršten je kao počasnik u Kuću slave splitskog športa 2007. godine.

## Galerija
- Supruga Ksenija Matošić u svojim 90-im godinama sa svojim praunucima.
- Frane Matošić i praunuk Ivan Rakuljić
- Frane Matošić sa suprugom Ksenijom

## Matošići u Hajduku
- Frane Matošić
- Ivan Matošić
- Jere Matošić
- Jordan Matošić
- Jozo Matošić
- Ratomir Matošić

## Vanjske poveznice
- Otišao je veliki šjor Frane
- Umro Frane Matošić, najbolji strijelac Hajduka svih vremena
- Voetballegende Frane Matosic overleden  Arhivirana inačica izvorne stranice od 31. prosinca 2012. (Wayback Machine)
- Calzio Croazia, addio alla leggenda Matosic
- Matošić je umro na dan povijesne pobjede nad Crvenom zvezdom iz 1950. godine  Arhivirana inačica izvorne stranice od 7. ožujka 2016. (Wayback Machine)
- Matosic, Legenda Bola Kroasia, Meninggal Dunia